# Заклятье. Наши дни
«Заклятье. Наши дни» (англ. The Crucifixion) — британско-румынский фильм ужасов 2017 года, снятый французским режиссёром Ксавье Жансом по сценарию братьев Чеда и Кэри Хэйесов. В главной роли снялась Софи Куксон. Фильм основан на реальных событиях, произошедших в 2005 году в Танаку, Румыния — когда 23-летняя монахиня погибла во время обряда экзорцизма.

## Сюжет
В 2004 году, в румынском монастыре Танаку, православный священник отец Димитру и несколько монахинь проводят экзорцизм над сестрой Аделиной Маринеску, которая, как полагают, одержима демоном Агаресом. Димитру и четырёх монахинь арестовывают за убийство, когда трёхдневный обряд завершается смертью Аделины.
Нью-йоркская журналистка Николь Роулинз, переживающая недавнюю смерть матери, убеждает своего редактора позволить ей расследовать это дело, чтобы впоследствии сделать материал для газеты на его основе. Однако прибыв в Румынию и начав общаться с очевидицей экзорцизма и братом погибшей девушки, Николь начинает испытывать ощущение присутствия сверхъестественных сил.

## В ролях
- Софи Куксон — Николь Роулинс, журналистка
- Бриттани Эшворт — монахиня Вадува
- Корнелиу Уличи — отец Антон, православный поп
- Майя Моргенштерн — доктор Фунар, врач-психиатр
- Иван Гонсалес — Стефан Маринеску, брат умершей монахини
- Джефф Роул — Филип, редактор газеты и дядя Николь
- Хавьер Ботет — безликий человек
- Раду Андрей Мику — дьякон

## Производство
15 июля 2015 года Софи Куксон была приглашена на главную роль в фильме.

## Релиз
Хотя премьера была анонсирована на фестивале фильмов ужасов Screamfest 2016 года, фильм не появился в программе фестиваля. 20 февраля 2017 года был представлен первый трейлер. Премьера в кинотеатрах в США и Канаде состоялась 6 октября 2017 года.

### Критика
На агрегаторе рецензий Rotten Tomatoes фильм имеет рейтинг 6 % на основе 16 рецензий.
По мнению Джеймса Марша из South China Morning Post, режиссёр «Ксавье Жанс переборщил с джамп-скейрами (англ. jump scares; киноприём, заключающийся в резком изменении звукового и визуального ряда), что в конечном итоге привело к отсутствию атмосферы или напряжения». Автор Film.ru Евгений Ухов оценил фильм на 7 баллов из 10. По его мнению, «снято всё достаточно уверенно, сыграно достоверно и убедительно, пугает ровно настолько, насколько вы готовы поверить в эту близкую к реальной историю. Так что поклонники жанра разочарованы не будут».